# Émile Picard
Charles Émile Picard (Párizs, 1856. július 24. – Párizs, 1941. december 11.) francia matematikus, egyetemi oktató, a valós és a komplex analízis, valamint a differenciálegyenletek kutatója.

## Pályafutása
Apja egy selyemgyár vezetője volt, aki 1870-ben a porosz–francia háború során, Párizs ostroma alatt halt meg. A család – Émile, öccse és özvegyen maradt anyjuk – ezután nagy szegénységben, az özvegy munkájának csekély jövedelméből élt. Picard ennek ellenére kiváló oktatást kapott: Párizsban, a Lycée Henri-IV (korábban Lycée Napoléon) középiskolában érettségizett, majd a neves École Normale Supérieure-ön tanult matematikát. A középiskolában minden tárgyból jól teljesített, elsősorban latin és görög nyelvből, de visszaemlékezése szerint a matematikát nem szerette, és csak az értettségi utáni nyári szünetben, egy algebrakönyv elolvasása nyomán jött meg a kedve a tantárgyhoz. Az École normale supérieure mellett az École polytechnique-re is jelentkezett. A felvételi rangsorban az előbbin első, az utóbbin második helyen volt. Az École normale képzése a természettudományokra koncentrált, mígy az École polytechnique-en a mérnökképzés állt a középpontban. Jacques Hadamard nekrológja szerint Picard végül azért választotta a természettudományos irányt, mert  találkozott Pasteurrel, aki lelkesítően beszélt a természettudományok fontosságáról. 1877-ben diplomázott; ismét első volt a végzős diákok rangsorában.
Miután megszerezte diplomáját, egy évig tanársegédként az École normale-on maradt, majd 1878-ban előadó lett az Université de Paris-n, a következő évben pedig már professzori állást kapott Toulouse-ban. 1881-ben visszatért Párizsba, ahol az École normale-on maître de conférences fokozatban mechanikát és csillagászatot tanított.
1885-ben a differenciálszámítás egyetemi tanára lett a Sorbonne-on, de mivel még nem volt harmincéves, formálisan nem foglalhatta el a pozíciót, így egy évig a saját helyetteseként dolgozott. 1897-ben az analízis és a felsőbb algebra egyetemi tanára lett; ennek révén lehetősége nyílt a kutatójelöltek mentorálására.
1894-től 1937-ig az École Centrale des Arts et Manufactures-en is tanított. Itt négy évtized alatt több mint tízezer mérnök képzésében vett részt.
Picard nevezetes volt kitűnő, világos és érdekfeszítő előadói stílusáról.
1881-ben jelölték először a Francia Természettudományi Akadémia tagjának, de fiatal korára tekintettel nem választották be, és végül csak 1889-ben – még mindig csak harminchárom évesen – lett akadémikus. 1917-től haláláig, 1941-ig a Francia Természettudományi Akadémia állandó titkára volt.
1919-től 1936-ig Picard volt az International Research Council nevű szupranacionális tudományos szervezet elnöke. Az IRC-t az első világháborúban győztes hatalmak hozták létre a tudományos együttműködés elősegítésére. Az erősen németellenes Picard-nak jelentős szerepe volt abban, hogy a német és osztrák tudósokat egészen az 1920-as évek végéig távol tartsák a különböző nemzetközi tudományos kongresszusoktól.

## Matematikai munkássága
Émile Picard nevét több tétel is őrzi.
A komplex analízis alapvető eredményei közé tartozik a kis és a nagy Picard-tétel. A kis Picard-tétel szerint egy komplex változós, komplex értékű egész függvény vagy konstans, vagy legfeljebb egy érték kivételével minden komplex értéket felvesz. (A „legfeljebb egy érték kivételével” kitétel nem hagyható el: a komplex számsíkon értelmezett, {\displaystyle z\mapsto e^{z}} hozzárendeléssel képzett függvény például teljes, nyilvánvalóan nem konstans, de a 0 értéket sehol sem veszi föl.)
A nagy Picard-tétel azt mondja ki, hogy a komplex változós komplex értékű analitikus függvények bármely lényeges szingularitásuk bármely környezetében legfeljebb egy érték kivételével minden komplex értéket végtelen sokszor felvesznek.

## Családja
Émile Picard 1881-ben vette feleségül Charles Hermite lányát, Marie-t (1860–1945). A házaspárnak két fia és három lánya (Charles, Henry, Jeanne, Suzanne és Madelaine) született. Charles és Madelaine az első világháborúban haltak meg, Henry pedig röviddel a háború után.